# The 100
The 100 (pronunciato The Hundred: /ðəˈhʌndrəd/) è una serie televisiva statunitense ideata da Jason Rothenberg.
La serie è tratta dall'omonima serie di romanzi di Kass Morgan ed è andata in onda dal 19 marzo 2014 al 30 settembre 2020 su The CW.
Il primo episodio della serie è stato trasmesso in italiano per la prima volta il 1º ottobre 2014 sul canale Premium Action, mentre l'ultimo episodio è stato trasmesso l'8 febbraio 2021 sullo stesso canale. In chiaro, le prime due stagioni sono state trasmesse, a partire dal 19 maggio 2015, in seconda serata su Italia 1. Dalla terza stagione la serie viene trasmessa sul 20.

## Trama
Nel 2149, 97 anni dopo una guerra nucleare globale avvenuta nel 2052 che ha sconvolto il pianeta Terra, del genere umano rimane solo una stazione spaziale, l'Arca, un complesso di 12 stazioni spaziali minori che si trovavano in orbita al momento del disastro. L'Arca ha leggi molto severe per mantenere l'ordine: chi trasgredisce viene punito con la morte per espulsione nel vuoto. Ma ora, l'Arca sta morendo con l'aumento della popolazione e con il rapido deteriorarsi degli impianti di riciclo. I membri del Consiglio decidono di inviare sulla Terra cento delinquenti minorenni per verificare se il pianeta sia nuovamente abitabile. Questi giovani ragazzi intraprenderanno un viaggio molto pericoloso su un pianeta per loro affascinante ma sconosciuto e dovranno trovare un modo per superare le differenze, unire le forze e creare un nuovo inizio sulla Terra che ormai è completamente cambiata: è selvaggia, primitiva e piena di insidie.

### Prima stagione
Clarke Griffin è una ragazza testarda e determinata con i capelli biondi: un elemento molto importante che la caratterizza per il suo carattere forte, deciso e testardo,di quasi diciotto anni che si trova nel carcere dell'Arca perché avrebbe voluto aiutare il padre a comunicare la sua scoperta: l'imminente esaurimento dell'ossigeno e delle altre risorse. A causa del tradimento della stessa madre di Clarke, Abby, il Cancelliere Jaha viene a sapere delle loro intenzioni e ciò porta alla conseguente morte del marito e all'arresto della figlia. Dopo un anno di isolamento, Clarke viene scelta insieme ad altri novantanove detenuti per essere mandata sulla Terra e constatarne le condizioni in modo tale che la razza umana vi possa tornare a vivere. Ai cento si aggiunge Bellamy, fratello di Octavia che fa parte dei 100. Dopo aver scoperto che l'atmosfera non è tossica e che la Terra è nuovamente abitabile, i Cento devono iniziare a fare i conti con le minacce che incombono in ogni momento. Scopriranno di non essere soli su un pianeta che credevano totalmente disabitato e cercheranno in tutti i modi di restare vivi: saranno messi alla prova dalla Terra, dai segreti che nasconde; ma soprattutto si metteranno alla prova a vicenda, cercando in ogni modo di sopravvivere, lontano dalle leggi dell'Arca, in un luogo in cui non c'è legge. Intanto sull'Arca la situazione precipita in fretta; il Cancelliere Jaha e i suoi consiglieri Marcus Kane e Abby Griffin, cominciano a cercare una soluzione che possa salvare la loro gente. Abby invia sulla Terra Raven, una brillante meccanica, per scoprire cosa è accaduto ai 100 che dal momento dell'atterraggio sembrano scomparsi. Mentre sulla Terra ha inizio una guerra tra i 100 e i terrestri, nello spazio l'ultima nave Exodus viene rubata durante un colpo di Stato e parte alla volta della Terra lasciando l'Arca in condizioni di energia e ossigeno critiche. Jaha, sacrificando se stesso, riesce a dividere l'Arca e inviare sulla Terra quel che resta del suo popolo. Durante l'atterraggio l'Arca si dividerà nelle stazioni originarie che atterreranno in punti diversi degli Stati Uniti.

### Seconda stagione
In seguito all'attacco dei terrestri, che viene momentaneamente interrotto dalla pioggia di detriti provenienti dall'Arca, i sopravvissuti dei 100 (48, tra cui Clarke, Jasper e Monty) vengono rapiti e portati a Mount Weather, che avrebbero dovuto raggiungere al loro atterraggio. Le persone che abitano nel bunker di questa montagna si presentano a loro come dei salvatori riuscendo a convincere tutti, tranne Clarke, che riesce a scappare e a raggiungere i sopravvissuti dell'Arca. In realtà gli uomini della montagna rapiscono i terrestri e il popolo del cielo e utilizzano il loro midollo osseo per curare le ferite da radiazioni che i loro corpi ricevono quando sono esposti. Clarke, anche se con qualche difficoltà, riesce a prendere le redini della situazione formando un'alleanza tra il suo popolo e quello dei terrestri, guidato dal comandante Lexa. L'alleanza guidata da Clarke e Lexa attacca Mount Weather grazie al sabotaggio di Bellamy che riesce a infiltrarsi all'interno della montagna. Al culmine della battaglia, però, Lexa stringe un patto con gli uomini della montagna, riuscendo a portare in salvo solo il suo popolo e lasciando Clarke e Bellamy disperati per i propri amici ancora prigionieri della montagna. Abbandonati e senza più un esercito, Clarke e Bellamy, con l'aiuto di Monty e Octavia, riescono a salvare dalla morte gli altri ragazzi imprigionati nella montagna irradiando tutti i suoi abitanti. Sentendosi in colpa per ciò che è successo, Clarke decide di abbandonare la sua gente. Intanto il cancelliere Jaha riesce a raggiungere la Terra all'interno di un missile e parte con un gruppetto di suoi seguaci alla ricerca della "Città della Luce", che non sarà affatto ciò che si aspettava.

### Terza stagione
Tre mesi dopo Mount Weather, Clarke è in fuga in quanto ricercata. Catturata da Roan, principe esiliato della nazione del ghiaccio, viene portata al cospetto di Lexa, nella capitale Polis, con la quale stringe nuovamente un'alleanza, facendo entrare Il popolo del cielo nella coalizione dei 12 clan terrestri. Intanto il Campo Jaha, ora rinominato "Arkadia", è stato riorganizzato. Durante una missione di ricognizione, i membri di Arkadia scoprono che ci sono altri sopravvissuti dell'Arca, provenienti dalla stazione agricola. Uno di questi, Charles Pike, ex-insegnante e mentore dei Cento, riesce a prendere il potere e farsi nominare cancelliere al posto di Kane. Pike dà inizio a una nuova politica di ostilità contro i terrestri, mettendo a rischio la tanto agognata alleanza. La coalizione e la vita di tutti viene messa in pericolo dall'accidentale morte di Lexa. Il caos generato favorisce l'ex-cancelliere Jaha e l'intelligenza artificiale A.L.I.E., che riescono con ogni mezzo a convincere tutti a popolare la Città della Luce. I pochi che non sono stati corrotti da Jaha (Clarke, Bellamy, Octavia, Monty, Raven, Murphy) capiscono quindi di doversi alleare contro A.L.I.E., che sembra essere diventata il nemico comune della razza umana. Trovare un modo per distruggerla non è affatto facile. Luna, l'ultima Natblida (Sanguenero), è l'unica a poter utilizzare la chiave per accedere ad A.L.I.E. 2 e così distruggere A.L.I.E. 1. Dietro ad A.L.I.E. si nasconde la verità sulla guerra nucleare che ha distrutto il mondo. La dottoressa Becca, Becca Pramheda (primo Comandante) per i terrestri, è la scienziata che ha creato A.L.I.E. per individuare le cause della progressiva morte del pianeta Terra e studiare le soluzioni a tale infausto evento. A.L.I.E. riteneva che il problema fosse il sovraffollamento globale e perciò, mentre la dottoressa Becca si trova sulla stazione Polaris a lavorare proprio ad A.L.I.E. 2, A.L.I.E. 1 bombardò la Terra. Becca raggiungerà la Terra dopo i bombardamenti grazie al sangue nero (di sua invenzione) e diventerà appunto il primo Comandante dei sopravvissuti al disastro, con il chip di A.L.I.E. 2 impiantato nella nuca. Il chip sarà tramandato al comandante più forte tra i Natblida come Lexa, e secondo la tradizione contiene lo spirito di tutti i comandanti che sono succeduti a Becca Pramheda. Infine, Clarke riesce a distruggere A.L.I.E., ma non prima che questa le abbia svelato il motivo per il quale ha creato la Città della Luce: i reattori nucleari che hanno resistito alla catastrofe che ha distrutto il mondo si stanno fondendo, e una nuova ondata di radiazioni si abbatterà molto presto sul 96% della Terra, distruggendo ogni forma di vita presente.

### Quarta stagione
Polis si risveglia dal controllo di A.L.I.E. Nella confusione e nell'incertezza, i guerrieri di Azgeda, guidati provvisoriamente da Echo (ex-prigioniera di Mount Weather e alleata di Bellamy in quel frangente), imprigionano e sono pronti ad uccidere gli Skaikru ancora presenti nella capitale (Clarke, Bellamy, Kane, Abby, Murphy, Jaha, e Octavia). Re Roan viene curato dalle ferite e una volta ripresosi ascolta le motivazioni di Clarke, decidendo di mantenere la Coalizione di Lexa per permettere agli Skaikru di trovare una soluzione. Inoltre, Clarke accresce il suo potere affidandogli la fiamma (il chip di A.L.I.E. 2 che contiene lo spirito dei comandanti) e quindi il controllo sulla futura Ascensione, in attesa di un altro natblida che possa succedere a Lexa. Kane e Octavia restano nella capitale per proteggere la pace del re, mentre Clarke, Bellamy e gli altri tornano ad Arkadia per cercare una soluzione che possa salvare tutti. Luna arriva con ciò che resta del suo popolo decimato dall'esposizione acuta alle radiazioni. L'unica a sopravvivere sarà la ragazza stessa, grazie al suo Sanguenero e Clarke e Abby capiscono, quindi, che può rappresentare la loro salvezza. Seguendo le indicazioni di Jaha e guidati da Emori, la ragazza terrestre di Murphy, Abby, Raven e Luna, con un manipolo di guardie, partono alla volta dell'isola dove è ubicato il laboratorio di Becca. Qui Raven scopre come Becca ha creato il Sanguenero e perciò, dopo aver scoperto che nel laboratorio si trova nascosta una navicella spaziale, decide di adoperarsi per farla partire e raggiungere lo spazio per sintetizzare la sostanza che potrebbe salvare tutti dalle radiazioni. Nel frattempo Clarke e Bellamy portano avanti il piano B: riparare ciò che resta dell'Arca per difendersi dall'ondata di radiazioni. Roan scopre di non essere stato informato riguardo a questo progetto e decide di rompere l'alleanza con gli Skaikru e i Trikru loro alleati. 
Piano B che ha però comunque vita breve: Ilian, terrestre appartenente ai Trishanakru, incolpa gli Skaikru delle azioni riprovevoli che ha commesso sotto l'influenza di A.L.I.E. Introdottosi ad Arkadia, Ilian fa esplodere quello che resta dell'Arca, attirando l'ira degli Skaikru, i quali vogliono ucciderlo, e solo grazie all'intervento di Jaha e Kane riuscirà a salvarsi. Octavia, a capo della rivolta contro Ilian, decide di lasciare nuovamente gli Skaikru.
Jaha e Kane trovano un bunker sotterraneo in grado di ospitare 1200 persone che verranno scelte dai 12 clan e saranno destinate alla sopravvivenza. A questo punto Roan e gli altri terrestri decidono di stabilire un conclave, in cui i campioni di ognuno dei 13 clan combatteranno tra di loro e l'unico che sopravvivrà otterrà il bunker per sé e per il suo popolo. Octavia, uccidendo anche Luna (la quale ha a sua volta ucciso Roan), esce vittoriosa dal conclave e ottiene il bunker per gli Skaikru, mentre Echo viene esiliata per aver tentato di sabotare il conclave, uccidendo Ilian e cercando di causare la morte di Octavia. Quest'ultima, però, decide che il bunker sarà condiviso da tutti i clan, ma con un piano architettato da Clarke e Jaha per cui tutti gli Skaikru vengono introdotti di nascosto nel bunker e poi chiuso. Il piano viene sventato da Bellamy, che apre il portellone e facendo entrare Kane, Octavia e i terrestri. 
Mentre Clarke, Bellamy, Murphy, Monty, Emori e Harper vanno al laboratorio di Becca per recuperare Raven, il bunker viene definitivamente sigillato: i dodici clan, dai quali sono stati scelti per il bunker 100 persone ciascuno, sono ora sotto la guida di Octavia.
Clarke e gli altri, nel frattempo, recuperata Echo, raggiungono Raven, ma coscienti che non hanno abbastanza tempo per tornare indietro decidono di tornare sull'anello dell'Arca nello spazio. Il rocambolesco piano però subisce un imprevisto e Clarke è costretta a rimanere sulla Terra, permettendo infine tramite una parabola l'apertura delle porte dell'anello e salvando i suoi amici. Clarke riesce a rifugiarsi appena in tempo nel laboratorio di Becca, mentre l'ondata mortale inghiotte l'intero pianeta.
Sei anni dopo Clarke è in una valle rigogliosa, apparentemente l'unica risparmiata dal Praimfaya, assieme a una ragazzina, quando vede atterrare una nuova navicella spaziale sconosciuta.

### Quinta stagione
Nella quinta stagione, che si svolge sei anni dopo la fusione dei reattori nucleari, una nave "trasporto prigionieri" atterra nell'unico spazio verde rimasto intatto sulla Terra. Lì, Clarke e Madi, una ragazza terrestre sopravvissuta all'ondata di radiazioni che sei anni prima aveva colpito la Terra, avevano stabilito la loro dimora. Nel frattempo Octavia, dopo avere creato un unico clan (il Wonkru), tenta di tenere uniti i sopravvissuti nel bunker. Contemporaneamente, la navicella dei ragazzi scappati in orbita intorno alla Terra approda nella valle. Comincerà così la lotta per il possesso dell'unico punto abitabile del pianeta tra Diyoza e i suoi uomini e i protagonisti. Le alleanze cambiano durante la stagione e infine McCreary lancia una bomba sopra l'"Eden", distruggendolo. I sopravvissuti si rifugiano sulla navicella Eligius IV e decidono di ibernarsi per dieci anni finché la Terra non sarà di nuovo abitabile. 125 anni dopo, Clarke e Bellamy si risvegliano e c'è ad aspettarli Jordan Jasper Green, il figlio di Monty ed Harper, i quali non si sono ibernati ma hanno avuto una vita insieme sulla navicella. In un video, Monty spiega che la Terra non sarà più abitabile, e che però ha scoperto un nuovo pianeta. Clarke e Bellamy, abbracciati, guardano il nuovo pianeta.

### Sesta stagione
Una volta atterrati sul nuovo pianeta, il gruppo formato da Clarke, Bellamy, Murphy, Emori, Echo, Shaw, Jackson e Miller è costretto ad affrontare un nuovo pericolo: la tossina rilasciata nell'aria dall'eclissi dei due soli (Red Sun Rising), che induce alla pazzia, arrivando persino a far uccidere i propri cari. L'unico villaggio è Sanctum che, a detta di Russel Lightbourne, il leader, è l'unico posto sicuro del pianeta. Ma proprio lui, quando scopre che Clarke è una sangue nero, la uccide per riportare in vita sua figlia attraverso l'inserimento di un drive nel quale è caricata la mente di Josephine Lightbourne. Intanto Octavia e Diyoza vengono catturate dai Figli di Gabriel, i nemici di Sanctum, il cui scopo è uccidere tutti i Primi per evitare loro di rubare vite innocenti e i loro corpi per vivere in eterno, facendogli credere di essere divinità perché hanno il sangue nero. Vengono poi aiutate da uno di loro (che si scoprirà essere Gabriel stesso) in quanto Octavia è in fin di vita. Lei e Diyoza entrano nella cosiddetta Anomalia, una zona dalla quale nessuno è mai riuscito ad uscire dopo esservi entrato. Nessuno eccetto Octavia, che torna guarita. Nel frattempo Clarke è sopravvissuta e lotta per riavere il controllo della sua mente. Quando Bellamy lo scopre, manda avanti il progetto di pace ma con un nuovo obiettivo segreto: non lasciare morire Clarke. La porta al di fuori di Sanctum per raggiungere Gabriel, grande amore di Josephine e l'unico dei Primi che ha rinnegato la vita eterna, il solo che può salvare Clarke che, una volta rientrata in possesso del proprio corpo, decide di fingersi Josephine con Russell per liberare gli amici e sua madre, di fatto prigionieri a Sanctum. Intanto Raven e Gaia fanno di tutto per impedire che il comandante oscuro Sheidheda prenda il controllo della mente di Madi, fallendo. Con l'aiuto di Gabriel e dei suoi Figli e la complicità interna di Murphy ed Emori, Clarke, Bellamy, Echo e Octavia liberano i compagni, svelando alla popolazione di Sanctum la verità sui Primi, ma questi hanno ormai preso la Eligius e sono pronti a dirigersi verso un nuovo pianeta. Una volta sulla navicella, Clarke riesce ad impedire il disastro ad un caro prezzo: uccidere Simone ospite nel corpo di sua madre, ormai già morta. Di nuovo sul pianeta, il gruppo si riunisce e Clarke chiede a Bellamy se ne sia valsa davvero la pena, di essere buoni ed imparare a vivere come promesso a Monty. Intanto Raven salva Madi, distruggendo dal chip dei comandanti la mente di Sheidheda, il quale però riesce a caricarsi su un server sconosciuto mentre Gabriel riesce a decifrare il codice della Pietra dell'Anomalia grazie ad Octavia, pugnalata subito dopo da una cresciuta Hope Diyoza, per poi sparire in una nuvola di fumo verde tra le braccia del fratello Bellamy.

### Settima stagione
Bellamy viene risucchiato dall’anomalia, Gabriel con Echo e Hope iniziano a cercarlo. Nel frattempo Clarke ed Indra si trovano impegnate a ripristinare la pace a Sanctum dove iniziano le schermaglie fra fedeli e i figli di Gabriel. Hope, Gabriel ed Echo, arrivati a Skyring tramite l’anomalia, chiedono ad Orlando, l’unico rimasto a Skyring, di poterli allenare per prepararli fino alla fine dei 5 anni di prigionia. Octavia su Bardo, viene sottoposta a delle sedute per entrare nella sua mente, compito assegnato a Levitt. Charmaine Diyoza riesce a fuggire e si riunisce a Gabriel, Echo, Hope ed Octavia su Bardo. Nel frattempo, degenera il caos a Sanctum, con Murphy che si ritrova in una pessima situazione. Clarke, Miller, Jordan e gli altri giungono su Nakara, mentre Echo e Octavia prigioniere insieme hanno tempo di parlare di Bellamy. Callie, figlia del pastore, vuole salvare la razza umana con sufficiente sangue nero. Nel frattempo Octavia, Echo e Diyoza sono state influenzate su Bardo. Echo condanna Hope a 5 anni di prigionia. Mentre Sheidheda semina il panico a Sanctum, viene mostrato ciò che è successo a Bellamy, il quale finito su un altro pianeta riesce poi a salvarsi, ma torna diverso. Arriva il sole rosso a Sanctum e gli effetti sono letali. Clarke si troverà a prendere una decisione difficilissima per difendere Madi. I ragazzi rimasti tornano tutti uniti, ma con Madi che si ritrova su Bardo, che deve sottoporsi a delle sedute su richiesta del pastore. Quando il pastore trova la chiave può finalmente iniziare l’ultima guerra. Egli si ritrova davanti ad un essere superiore. Quando quest’essere era ormai convinto che gli uomini dovessero essere eliminati, Raven prova a convincerlo, e grazie ad una decisione inaspettata, viene presa una scelta riguardo alla trascendenza degli uomini, con stupore da parte di Octavia, che scopre che Bellamy aveva ragione.

## Episodi
| Stagione         | Episodi | Prima TV USA | Prima TV Italia |
| ---------------- | ------- | ------------ | --------------- |
| Prima stagione   | 13      | 2014         | 2014            |
| Seconda stagione | 16      | 2014-2015    | 2015            |
| Terza stagione   | 16      | 2016         | 2016            |
| Quarta stagione  | 13      | 2017         | 2017            |
| Quinta stagione  | 13      | 2018         | 2018            |
| Sesta stagione   | 13      | 2019         | 2019-2020       |
| Settima stagione | 16      | 2020         | 2020-2021       |

## Personaggi e interpreti
- Clarke Griffin (stagioni 1-7), interpretata da Eliza Taylor, doppiata da Letizia Scifoni.
- Abigail "Abby" Griffin (stagioni 1-6, guest star stagione 7), interpretata da Paige Turco, doppiata da Laura Boccanera.
- Finn Collins (stagioni 1-2), interpretato da Thomas McDonell, doppiato da Daniele Raffaeli.
- Wells Jaha (stagione 1, guest star stagione 2), interpretato da Eli Goree, doppiato da Simone Crisari.
- Octavia Blake (stagioni 1-7), interpretata da Marie Avgeropoulos, doppiata da Gaia Bolognesi.
- Bellamy Blake (stagioni 1-7), interpretato da Bob Morley, doppiato da David Chevalier.
- Callie "Cece" Cartwig (stagione 1)[4], interpretata da Kelly Hu, doppiata da Gilberta Crispino.
- Monty Green (stagioni 1-5, guest star stagione 6), interpretato da Christopher Larkin, doppiato da Davide Perino.
- Jasper Jordan (stagioni 1-4), interpretato da Devon Bostick, doppiato da Alessio Puccio.
- Thelonious Jaha (stagioni 1-5)[5], interpretato da Isaiah Washington, doppiato da Massimo Bitossi.
- Marcus Kane (stagioni 1-6), interpretato da Henry Ian Cusick, doppiato da Christian Iansante.
- Raven Reyes (stagioni 2-7, ricorrente stagione 1), interpretata da Lindsey Morgan, doppiata da Vanina Marini.
- Lincoln (stagioni 2-3, ricorrente stagione 1), interpretato da Ricky Whittle, doppiato da Francesco Bulckaen.
- John Murphy (stagioni 3-7, ricorrente stagioni 1-2), interpretato da Richard Harmon, doppiato da Ezio Conenna.
- Roan (stagione 4, ricorrente stagione 3, guest star stagione 7), interpretato da Zach McGowan, doppiato da Alessandro Messina.
- Echo (stagioni 5-7, ricorrente stagione 4, guest star stagioni 2-3), interpretata da Tasya Teles, doppiata da Cristina Poccardi.
- Jordan Green (stagioni 6-7, guest star stagione 5), interpretato da Shannon Kook, doppiato da Manuel Meli.
- Russell Lightbourne (stagione 7, ricorrente stagione 6), interpretato da JR Bourne, doppiato da Alessio Cigliano.
- Gabriel Santiago (stagione 7, ricorrente stagione 6), interpretato da Chuku Modu, doppiato da Riccardo Petrozzi.
- Hope Diyoza (stagione 7, guest star stagione 6), interpretata da Shelby Flannery, doppiata da Giulia Franceschetti.

La serie è basata sulla serie di romanzi The 100 scritta da Kass Morgan. Il progetto fu presentato per la prima volta ai vertici di The CW nell'ottobre 2012. L’episodio pilota è stato ordinato a gennaio 2013. La serie fu ordinata ufficialmente il 9 maggio 2013 durante gli upfront e sette giorni più tardi è stata programmata per essere trasmessa a metà stagione. L'8 maggio 2014 la serie è stata rinnovata per una seconda stagione, formata da 16 episodi. L'11 gennaio 2015 la serie è stata rinnovata per una terza stagione, composta sempre da 16 episodi. L'11 marzo 2016 la serie è rinnovata per una quarta stagione di 13 episodi. Il 10 marzo 2017 la serie è stata rinnovata per una quinta stagione di 13 episodi, trasmessa dal 24 aprile 2018. Il 7 maggio 2018 la serie è stata rinnovata per una sesta stagione e trasmessa a partire dal 30 aprile 2019. Il 24 aprile 2019 la serie è stata rinnovata per una settima stagione e il 4 agosto dello stesso anno è stato confermato che sarà l'ultima della serie, la stagione è stata poi trasmessa dal 20 maggio 2020.

## Accoglienza
La serie è stata accolta positivamente dalla critica. La rivista Rolling Stones l'ha inserita nella classifica delle 40 migliori serie televisive di fantascienza di tutti i tempi. Maureen Ryan di HuffPost ha scritto: "Posso affermare con certezza che raramente ho visto un programma dimostrare il tipo di coerenza e dedizione tematica che The 100 ha mostrato nelle sue prime due stagioni. Questo è uno show sulle scelte morali e le conseguenze di quelle scelte, ed è stato lodevolmente impegnato in tali idee dal primo giorno". La protagonista Clarke Griffin è stata inserita in una classifica di Buzzfeed sui "29 migliori e coraggiosi personaggi femminili" e tra i "primi 5 eroi di cui innamorarsi" su Tell-Tale.

### Critica
Su Metacritic la prima stagione ha un punteggio di 63/100, basato su 26 recensioni.
| Rotten Tomatoes | Rotten Tomatoes        |
| Stagione        | Responso della critica |
| --------------- | ---------------------- |
| Prima           | 76% (37 recensioni)    |
| Seconda         | 100% (11 recensioni)   |
| Terza           | 83% (12 recensioni)    |
| Quarta          | 93% (12 recensioni)    |
| Quinta          | 100% (13 recensioni)   |
| Sesta           | 100% (8 recensioni)    |
| Settima         | 100% (8 recensioni)    |
| Giudizio medio  | 93%                    |

## Riconoscimenti
- Emmy Awards
  - 2014 – Candidatura per i migliori effetti speciali e visivi per l'episodio Noi siamo terrestri - Parte 2
- E! Online Awards[27]
  - 2015 – Miglior bacio a Eliza Taylor e Alycia Debnam-Carey
  - 2015 – Miglior guest star a Alycia Debnam-Carey
  - 2015 – Candidatura per il miglior combattimento a Eliza Taylor e Dichen Lachman
  - 2015 – Candidatura per la serie più sottovalutata
  - 2015 – Candidatura per il miglior binge-watch
  - 2015 – Candidatura per il miglior cast sui social media
  - 2015 – Candidatura per il miglior fandom
- Golden Reel Awards
  - 2015 – Candidatura per il miglior montaggio sonoro negli effetti sonori per l'episodio Noi siamo terrestri - Parte 2
  - 2016 – Candidatura per il miglior montaggio sonoro nel dialogo per l'episodio La selezione della razza
- MTV Fandom Awards[28]
  - 2015 – Candidatura per la coppia dell'anno a Eliza Taylor e Alycia Debnam-Carey
  - 2016 – Candidatura per la coppia dell'anno a Eliza Taylor e Alycia Debnam-Carey
  - 2016 – Fan Freakout of the Year a Alycia Debnam-Carey
- Saturn Awards
  - 2015 – Miglior serie televisiva per giovani
  - 2016 – Candidatura per la miglior serie televisiva di fantascienza
  - 2017 – Candidatura per la miglior serie televisiva di fantascienza
  - 2018 – Candidatura per la miglior serie televisiva di fantascienza
- Teen Choice Awards
  - 2015 – Candidatura per la miglior serie TV fantasy/sci-fi
  - 2015 – Candidatura per il miglior attore in una serie TV fantasy/sci-fi a Bob Morley
  - 2015 – Candidatura per la miglior attrice in una serie TV fantasy/sci-fi a Eliza Taylor
  - 2016 – Candidatura per la miglior attrice in una serie TV fantasy/sci-fi a Eliza Taylor
  - 2016 – Candidatura per la miglior intesa in una serie TV a Eliza Taylor e Bob Morley
  - 2017 – Candidatura per il miglior attore in una serie TV fantasy/sci-fi a Bob Morley
  - 2017 – Candidatura per la miglior attrice in una serie TV fantasy/sci-fi a Eliza Taylor
  - 2017 – Candidatura per Choice TV Ship a Eliza Taylor e Bob Morley
  - 2018 – Candidatura per la miglior serie TV fantasy/sci-fi
  - 2018 – Candidatura per il miglior attore in una serie TV fantasy/sci-fi a Bob Morley
  - 2018 – Candidatura per la migliore attrice in una serie TV fantasy/sci-fi a Eliza Taylor
- The Joey Awards[29]
  - 2014 – Candidatura per il miglior attore emergente in una serie drammatica a Spencer Drever
- TV Scoop Awards[30]
  - 2016 – Miglior attrice in una serie drammatica a Eliza Taylor
  - 2016 – Momento più sexy a Eliza Taylor e Alycia Debnam-Carey
  - 2016 – Female Breakout Star a Alycia Debnam-Carey
  - 2016 – Miglior combattimento a Alycia Debnam-Carey e Zach McGowan
  - 2016 – Miglior bacio a Eliza Taylor e Alycia Debnam-Carey
  - 2016 – Miglior guest star a Alycia Debnam-Carey
  - 2016 – Candidatura per la miglior serie drammatica
  - 2016 – Candidatura per il miglior attore in una serie drammatica a Bob Morley
  - 2016 – Candidatura per la miglior attrice in una serie drammatica a Lindsey Morgan
  - 2016 – Candidatura per la miglior coppia a Eliza Taylor e Alycia Debnam-Carey
  - 2016 – Candidatura per il miglior cattivo a Erica Cerra
  - 2016 – Candidatura per il miglior cast sui social media

## Romanzi
La serie è basata sull'omonimo romanzo scritto da Kass Morgan, pubblicato il 3 settembre 2013 e in Italia il 28 gennaio 2016. Il 16 settembre 2014 è stato pubblicato il secondo romanzo, Day 21, in lingua originale, mentre in Italia il 15 settembre 2016. Il 24 febbraio 2015 è stato pubblicato il terzo romanzo, Homecoming, in Italia il 9 febbraio 2017. Il 6 dicembre 2016 è stato pubblicato Rebellion, quarto romanzo della serie.

## Prequel
Nell'ottobre 2019, è stato confermato che Rothenberg sta sviluppando una serie prequel di The 100 per The CW. L'episodio pilota è andato in onda come ottavo episodio della settima e ultima stagione di The 100, con il titolo Anaconda. La serie prequel, intitolata The 100: Second Dawn, avrebbe dovuto mostrare gli avvenimenti accaduti 97 anni prima della serie originale, a partire dall'apocalisse nucleare che ha spazzato via quasi tutta la vita sulla Terra. Tuttavia, nonostante l'iniziale avvio dei lavori, nel novembre del 2021 viene annunciato che il prequel della serie è stato definitivamente cancellato.